# مشاركة الحدائق
مشاركة الحدائق أو تقاسم إنشاء البساتين في المناطق الحضرية هي اتفاقيات خاصة بالغذاء المحلي والزراعة الحضرية، حيث يسمح مالك الأرض لبستاني الدخول إلى أرضه، عادةً ما يكون بالساحة الأمامية أو الخلفية، لزراعة المحاصيل الغذائية.
قد تكون هذه علاقة غير رسمية ومباشرة ولكن الهدف من العديد من المشاريع القائمة على شبكة الإنترنت هو سهولة التوفيق بين الطرفين. وفي بعض الحالات، يتم البدء في مشاريع مشاركة الحدائق كبديل الهدف منه تقليل قوائم انتظار الحدائق المجتمعية Community garden الشائعة في العديد من المدن

## التنظيم
تتخذ اتفاقيات مشاركة الحدائق شكلين رئيسيين. أبسطهما هو اتفاق بين طرفين، حيث يوفر الطرف الأول الأرض، بينما يوفر الطرف الأخر العمالة ثم يتقاسمون العائدات فيما بينهم. وفي حالات التعاون الأوسع نطاقا، تتقاسم المجموعات، وغالباً الجيران، مساحات الحدائق والعمل والحصاد.
تتناول اتفاقية مشاركة الحدائق تفاصيل عدة، وقد يكون العقد نفسه بسيطًا أو شاملاً. وتشمل القضايا التي يتعين النظر فيها شروط الاستخدام والسلوك الذي يجب اتباعه، ومن عليه توفير معدات الزراعة والإمدادات. وفي بعض الحالات، يكتفي الطرفان بالاتفاق الشفهي، إلا أن المنظمات التي تنظم مشاركة الحدائق غالبًا ما تقترح توقيع اتفاقية مكتوبة وتزودهم بعقود نموذجية. كما يمكن للقائمين على هذا العمل إجراء مقابلات مع المشاركين قبل اقتراح الأطراف المشاركة.

## مشاريع مشاركة الحدائق
تستخدم الويب في كثير من الأحيان باعتباره منصة لبدء الترتيبات الخاصة بمشاركة الحديقة. وعادةً ما تكون المواقع الإلكترونية التي تكون حلقة الوصل بين ملاك الأراضي والمزارعين مجانية وليست لأغراض تجارية. يقوم بإنشاء مواقع الشبكات عدة أطراف، بما في ذلك الأفراد والوكالات الحكومية والمنظمات التي لا تهدف إلى الربح.